# Jane Philpott

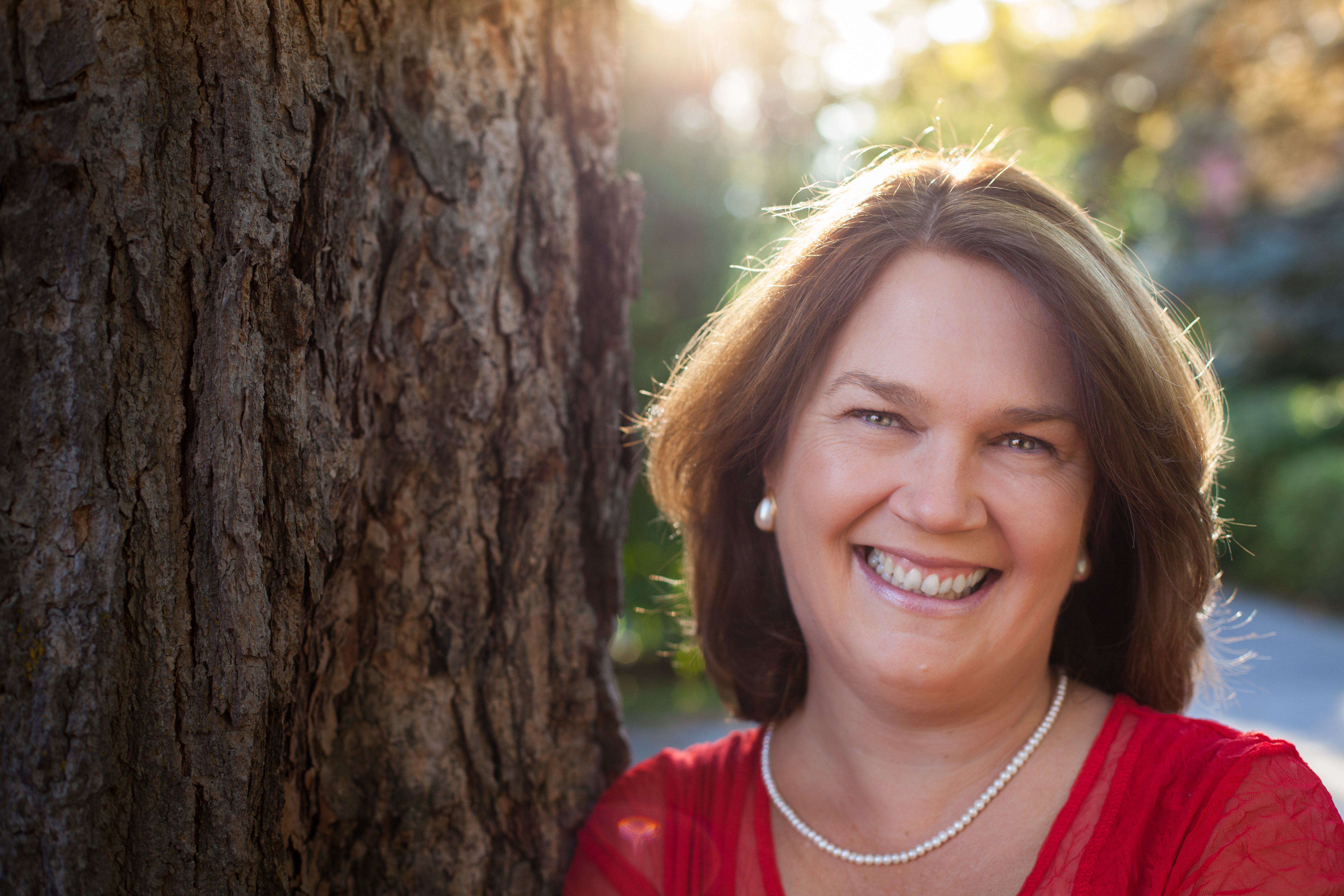
Jane Philpott

Jane Philpott (* 23. November 1960 in Toronto) ist eine kanadische Medizinerin und Politikerin. 

## Leben und Wirken
Philpott wurde 1960 in Toronto in der kanadischen Provinz Ontario geboren. Ihre Kindheit verbrachte sie in Winnipeg (Manitoba), in Princeton (New Jersey) und in Hespeler (Ontario). Ihr Vater war Pfarrer einer presbyterianischen/reformierten Gemeinde, ihre Mutter war Lehrerin. Sie ist die älteste von vier Töchtern. Später studierte sie an der University of Western Ontario Medizin, wo sie ihr Studium 1984 mit cum laude abschloss. Im Jahr 2012 erwarb sie noch einen Master für das öffentliche Gesundheitswesen an der University of Toronto.
Von 1998 bis 2015 wirkte sie als Hausärztin. Von 2008 bis 2014 war sie zudem Leiterin der Abteilung für Allgemeinmedizin des Markham-Stouffville Hospitals. Während dieser Zeit engagierte sie sich immer wieder für das Gesundheitswesen in Afrika. Im afrikanischen Niger entwickelte sie ein Ausbildungsprogramm für Dorfgesundheitshelfer und gründete die Spendenkampagne Give a Day to World AIDS. Während einer Nahrungsmittelkrise in Niger 2005 wirkte sie als Ärztin für die Organisation Ärzte ohne Grenzen in Niger. 
Nach ihrer Tätigkeit als Ärztin gewann sie bei den Unterhauswahlen am 19. Oktober 2015 für die Liberale Partei im Distrikt Markham-Stouffville in Ontario erstmals einen Sitz im kanadischen Parlament. Sie amtierte bis August 2017 als kanadische Gesundheitsministerin. Am 4. November 2015 wurde sie als Gesundheitsministerin unter Premierminister Justin Trudeau in das 29. Kanadische Kabinett berufen; am 28. August 2017 wurde ihre Aufgabe geändert, sie wurde zur Ministerin für Dienstleistungen für Autochthone, mit dem Schwerpunkt Gesundheit und Soziales.
Am 14. Januar 2019 wurde sie von Premierminister Trudeau zur Präsidentin des Treasury Board und damit auch zur zuständigen Ministerin für die Verwaltungsdigitalisierung gemacht. Sie löste Scott Brison in diesem Amt ab. Philpott trat am 4. März 2019 zurück. Sie schrieb, sie könne es nicht vertreten, dem Kabinett weiter anzugehören. Der Hintergrund dafür ist eine Kontroverse um Korruptions-Ermittlungen gegen das kanadische Bau- und Ingenieursunternehmen SNC-Lavalin.
Philpott ist verheiratet mit dem Radiojournalisten Pep Philpott. Das Paar hat vier gemeinsame Kinder. Philpott engagiert sich in der mennonitischen Gemeinde in Stouffville.